# Абаша
Аба́ша — місто в мхаре (край) Самеґрело-Земо Сванеті, Грузія, розташоване на Колхідській низовині, центр муніципалітету Абаша. Населення 4 941 чоловік (2014). Залізнична станція на лінії Сухумі — Самтредіа.
В місті працюють ефірноолійний, механічний, комбікормовий заводи; чайна, бавовно-ткацька фабрики.